# Rowner
Rowner – część miasta Gosport w Anglii, w hrabstwie Hampshire. Leży 31 km na południowy wschód od miasta Winchester i 106 km na południowy zachód od Londynu. Rowner jest wspomniana w Domesday Book (1086) jako Ruenore.